# محمد سعيد عفيفي
محمد سعيد عفيفي (25 ديسمبر 1933 – 5 سبتمبر 2009) هو ممثل مغربي، شارك في عدة أعمال مغربية وأجنبية.

## مسيرته
كانت البداية الفنية الحقيقية للراحل عفيفي في الستينيات مع فرقة المعمورة حيث برز كممثل يتمتع بمؤهلات كبيرة، وطبع بشخصيته دور عطيل وهامليت.
وفي السبعينيات، شغل منصب مدير للمسرح البلدي بالجديدة وهناك انتج اعمالا مسرحية مهمة من قبيل «السوانح» و«التكعكيعة» مع الفنانين محمد بنبراهيم ومحمد الدرهم ومحمد شهرمان.
وفي منتصف السبيعينيات، التحق بالمعهد الملكي للموسيقى بالدار البيضاء حيث اشتغل استاذا للمسرح بالقسم العربي وتتلمذ على يديه عدد كبير من الممثلين الشباب.
وفي بداية الثمانينات، أصبح محمد سعيد عفيفي مديرا لفرقة مناجم اجرادة حيث أخرج عددا من المسرحيات المتميزة من بينها «اعمايل جحا» وقد قدم خدمة مهمة للمنطقة التي أصبحت تتوفر على مركز ثقافي وكون جيلا من الممثلين عبر القيام بجولات على الصعيد الوطني.
كما شارك في أعمال تلفزيونية وسينيمائية من بينها فيلم «السراب» لمخرجه أحمد البوعناني وفيلم «فيها الملحة والسكر وما بغاتش تموت» لمخرجه حكيم نوري. وكان الراحل محمد سعيد عفيفي ممثلا شاملا يمتلك نفسا قويا وصوتا متميزا وموهبة في مخارج الحروف إذ كان يجود القرآن الكريم قبل التحاقه بالمسرح. كما كان يمتلك جسدا رياضيا مطواعا ويعزف على آلة الكونترباس.

## روابط خارجية
- محمد سعيد عفيفي على موقع IMDb (الإنجليزية)
- محمد سعيد عفيفي على موقع IMDb (الإنجليزية)
- محمد سعيد عفيفي على موقع ألو سيني (الفرنسية)
- محمد سعيد عفيفي على موقع قاعدة بيانات الفيلم (الإنجليزية)